# مقبرة بروكود
مقبرة بروكوود (بالإنجليزية: Brookwood Cemetery)‏ تُعرف أيضا باسم مقبرة لندن تقع في بروكوود بمقاطعة سري في إنجلترا. تعتبر أكبر مقبرة في المملكة المتحدة وواحدة من أكبر المقابر في أوروبا. تم إدراج المقبرة ضمن موقع الدرجة الأولى في سجل الحدائق والمتنزهات التاريخية.

## تاريخ
تأسست عام 1852، على مساحة 500 فدان. وتضم هذه المقبرة قبر السلطان العماني السلطان سعيد بن تيمور الذي دفن بها في التاسع عشر من شهر أكتوبر لعام 1972، حيث كان في المنفى بعد انقلاب ابنه عليه عام 1970، ومعه أنصاره من اسرة آل بوسعيد.
وتضم المقبرة أيضا الباحث البريطاني المسلم عبد الله كويليام ، و كذا قبر رسام الكاركتير الفلسطيني ناجي العلي، والمهندسة العراقية زها حديد.